# Francisco A. Marcos-Marín
Francisco A. Marcos-Marín (ur. 1946 w Madrycie) – hiszpańsko-amerykański językoznawca, profesor językoznawstwa ogólnego i przekładu. Specjalizuje się w lingwistyce komputerowej.
W 2004 r. objął stanowisko profesora na Uniwersytecie Teksańskim w San Antonio. Następnie otrzymał zaproszenie na Uniwersytet Rzymski La Sapienza, gdzie wykładał i prowadził badania w latach 2001–2006. Od 2018 r. pozostaje związany z teksańską uczelnią jako profesor emeritus.

## Wybrana twórczość
- Poesía Narrativa Arabe y Epica Hispánica (1971)
- Aproximación a la Gramática Española (1972)
- Lingüística y Lengua Española (1975)
- El Comentario Lingüístico (Metodología y Práctica.) (1977)
- Estudios sobre el Pronombre (1978
- Curso de Gramática Española (1980)
- Introducción a la Lingüística: Historia y Modelos (1990)
- Conceptos básicos de política lingüística para España (1994)
- Informática y Humanidades (1994)
- El Comentario Filológico con Apoyo Informático (1996)
- Los retos del español (2006)
- "Se habla español", con Amando de Miguel (2009)
- "Más allá de la ortografía. La primera ortografía hispánica", con Paloma España Ramírez (2009)
- "Humanidades Hispánicas. Lengua, cultura y literatura en los estudios graduados", con Daydi-Tolson, S., Membrez, N.J., Chappell, W.L., Wallace, M.L., de Miguel, A., Urrutia Gómez, J., de Diego, R., Salazar Ramírez, M.S., Benavides, A., Sánchez Díez, A., Guillot, V. (2018)
- "西班牙语语言通论 Xībānyá yǔ yǔyán tōnglùn. Teoría y práctica de la lengua Española", con Xuhua Lucía Liang (2022)
- "Dominio y Lenguas en el Mediterráneo Occidental hasta los inicios del español" (2023)